# Zhu Houze
Zhu Houze (en xinès: 朱厚泽; gener de 1931 - 9 de maig de 2010) va ser un polític molt actiu de la República Popular de la Xina en la dècada de 1980, més conegut pel seu mandat com a cap del Departament de Propaganda del Partit Comunista de la Xina. Com a cap del departament va presidir un període de liberalisme en la premsa xinesa.

## Biografia
Zhu va néixer al comtat de Zhijin, província de Guizhou. Es va unir al Partit Comunista en 1949, any en què es va fundar la República Popular de la Xina. Va dirigir grups d'estudi de joves en Guizhou, arribant a ser secretari provincial del Partit. En 1964, durant el Moviment d'Educació Socialista, Zhu va ser expulsat del Partit Comunista i enviat a fer treballs manuals.
Zhu va ser rehabilitat políticament en 1978, després es va convertir en cap de l'organització del partit a Guiyang, i després va ser promogut a Primer Secretari provincial de Guizhou. Durant la seva permanència en Guizhou se'l va conèixer pels importants progressos va realitzar en la província respecte el desenvolupament econòmic; l'increment anual de la producció industrial va augmentar en un 18%. Els assoliments de Zhu van ser reconeguts per líders nacionals com Hu Yaobang.
L'abril del 1985, Zhu va ser nomenat cap del partit de Guizhou (cap provincial). L'agost d'aquest any, va ser transferit a Pequín per a servir com a cap del Departament de Propaganda, convertint-se en un dels principals diputats del Secretari General del partit Hu Yaobang. Durant el mandat de Zhu com a cap del Departament de Propaganda, va encapçalar la política de propaganda de "Generós, tolerant, relaxat" (宽厚、宽容、宽松), afluixant significativament les traves ideològiques de l'estat comunista i portant a una major liberalització en les arts i en les institucions acadèmiques.
No obstant això, les polítiques que va propugnar Zhu van ser efímeres. Al igual que Hu Yaobang, al febrer de 1987 Zhu va ser acomiadat del seu lloc de propaganda durant la campanya de liberalització antiburguesa. Encara que va ser deshonrat, se li va donar un lloc en el Centre de Desenvolupament Rural del Consell d'Estat; durant el 13è Congrés del Partit, celebrat en 1987, no va aconseguir que se li triés per al Comitè Central del Partit, és a dir, va aparèixer en la llista de candidats però no va rebre suficients vots per a la seva confirmació. No obstant això, en 1988, el Primer Ministre reformista Zhao Ziyang va nomenar a Zhu el primer vicepresident de la Federació Nacional de Sindicats de la Xina.
Després de les Protestes de la plaça de Tian'anmen de 1989, Zhu va ser purgat una vegada més per donar suport al moviment estudiantil. Va ser expulsat per segona vegada en la seva vida del Partit Comunista de la Xina. A partir de llavors es va retirar de la vida pública i va morir el 9 de maig de 2010 a Pequín.